# Сексуальна фантазія

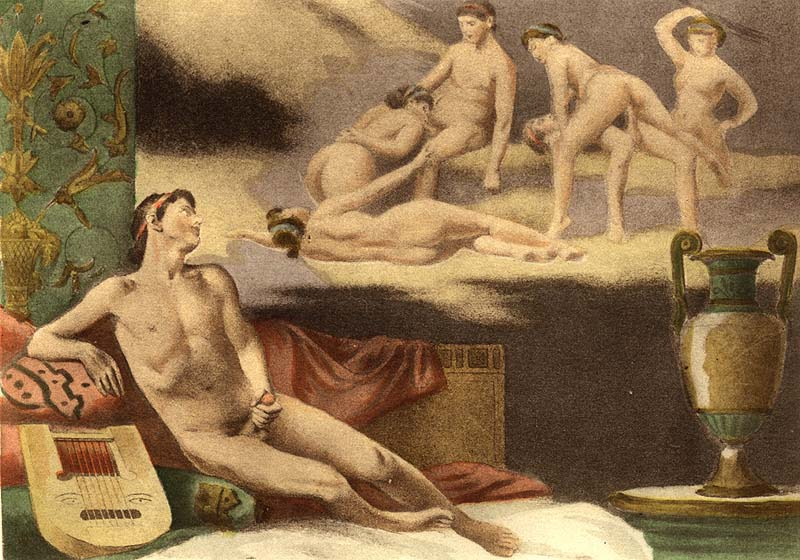
Одна з ілюстрацій до De Figuris Veneris Едуарда-Анрі Авріля, що зображує чоловіка, який мастурбує під час сексуальних фантазій

Сексуальна фантазія або еротична фантазія — аутоеротичний ментальний образ або модель мислення, яка збуджує сексуальність людини та може викликати або посилити сексуальне збудження. Сексуальна фантазія може бути створена уявою або пам'яттю людини і може бути викликана самостійно або зовнішньою стимуляцією, такою як еротична література чи порнографія, фізичний об'єкт або сексуальний потяг до іншої людини. Все, що може викликати сексуальне збудження, також може породити сексуальну фантазію, а сексуальне збудження може, у свою чергу, породити фантазії.
Сексуальні фантазії майже універсальні, про них повідомляють у багатьох суспільствах по всьому світу. Однак, через природу деяких фантазій, фактичне втілення таких фантазій у життя набагато рідше через культурні, соціальні, моральні та релігійні обмеження. У деяких випадках навіть обговорення людиною сексуальних фантазій є предметом соціальних табу та обмежень. Деяким людям зручно розігрувати свої фантазії за допомогою сексуальних рольових ігор. Людина може знайти підтвердження сексуальної фантазії, переглянувши зображення або обговорення фантазії у фільмі, зазвичай порнографічного характеру. Фантазія може бути позитивним або негативним досвідом, або навіть тим і іншим. Це може бути реакцією на минулий досвід і може вплинути на майбутню сексуальну поведінку. Людина може не бажати втілювати сексуальні фантазії в реальному житті, і оскільки цей процес цілком уявний, вони не обмежуються прийнятними або практичними фантазіями, які можуть надати інформацію про психологічні процеси, що стоять за сексуальною поведінкою.
Сексуальні фантазії також можуть стосуватися жанру літератури, фільму чи твору мистецтва. Такі роботи можуть бути оцінені за їх естетику, хоча багато людей можуть почуватися некомфортно з такими роботами. Наприклад, у фільмах про жінок у в'язниці можна описати як сексуальні фантазії, як і порнографічні фільми. У випадку фільмів цей термін може описувати частину фільму, наприклад фантастичну сцену чи послідовність. Окрім порнографічних фільмів, низка мейнстрімових фільмів включала сцени сексуального фентезі, такі як Бізнес є бізнес (1971), Амаркорд (1973), Краса по-американськи (1999) та інші. У багатьох випадках використання фантастичних сцен дозволяє включити у твір матеріал, що вказує на сексуалізований психічний стан персонажа.

## Методологія
Важко об'єктивно визначити та виміряти природу сексуальних фантазій, тому багато досліджень розглядають свідомі фантазії, коли людина не спить, використовуючи одну з трьох методик:
- анонімним респондентам надають контрольний список фантазій і просять їх вказати, які з них вони відчували, як часто та в якому контексті. Цей метод ґрунтується на ретроспективному відкликанні, що може обмежити його точність. Контрольний список може бути невичерпним і, як наслідок, може бути упередженим до деяких фантазій.
- анонімних респондентів просять написати у формі розповіді свої сексуальні фантазії. Цей метод також спирається на ретроспективне пригадування. Деякі дослідження обмежують кількість введених фантазій (наприклад, лише найчастіші), і респонденти все одно можуть не записувати всі свої фантазії — вони можуть забути рідкісні фантазії, не хотіти записувати занадто багато або бути більш схильними до соціальних упередженість бажаності, ніж із контрольним списком.
- респонденти записують свої фантазії протягом певного періоду часу за допомогою контрольних списків або щоденників. Цей метод вимагає тривалого періоду часу, щоб бути репрезентативним, і може бути непрактичним.

Щоб виміряти надійність повідомлень людини про фантазії, дослідники можуть порівняти повідомлення про сексуальне збудження людини з фактичними показниками збудження, використовуючи такі методи, як вагінальна фотоплетизмографія, датчики напруги статевого члена або інші інструменти, такі як амплітуда генітального пульсу, генітальні об'єм крові і частота серцевих скорочень. Дослідження 1977 року показало, що чоловіки оцінюють збудження на основі об'єму крові набагато краще, ніж жінки, і що чоловіки та жінки однаково оцінюють збудження на основі показників амплітуди пульсу. Крім того, жінки краще оцінювали низьке збудження.
Як і в дослідженнях статі загалом, вибірки, що використовуються в дослідженнях, можуть бути надто малими, не зовсім випадковими або не повністю репрезентативними для популяції. Це робить схожість між дослідженнями особливо важливою. Жінки можуть бути схильні занижувати частоту фантазій, тому що вони не усвідомлюють, що вони збуджуються, або вони не хочуть сказати, що вони збуджуються; одна з поширених проблем полягає в тому, що вони уявлятимуть романтичні образи та збуджуватимуться, але не повідомлятимуть про фантазію, оскільки вона не є відверто сексуальною. Багато досліджень є сучасними та проводяться в західному суспільстві, яке через такі чинники, як гендерні ролі та табу, не є широко репрезентативними, що викликає потребу в додаткових дослідженнях у різних суспільствах та історичних епохах. Що стосується віку, існує дуже мало знань про сексуальні фантазії дітей віком від 5 до 12 років, і існує потреба в подовжених дослідженнях протягом усього життя. Секс часто є табуйованою темою, тому подати справді чесний і репрезентативний приклад у деяких сферах може бути важко. Наприклад, дослідження 1997 року з південноазійськими геями показало, що майже 75 % боялися бути «розкритими», що ускладнює дослідження.

## Цілі
Сценарії сексуальних фантазій дуже відрізняються між людьми і залежать від особистих бажань і досвіду, і можуть варіюватися від буденних до дивних. Фантазії часто використовуються, щоб уникнути статевого утримання у реальному житті, уявляючи небезпечні або незаконні сценарії, такі як зґвалтування, кастрація чи викрадення. Вони дозволяють людям уявити себе в ролях, яких вони зазвичай не мають, наприклад у ролі влядця, жертви чи виного. Фантазії мають величезний вплив на сексуальну поведінку і можуть бути єдиною причиною оргазму. Хоча у фантазії є кілька загальних тем, будь-який об'єкт або дія можна еротизувати.

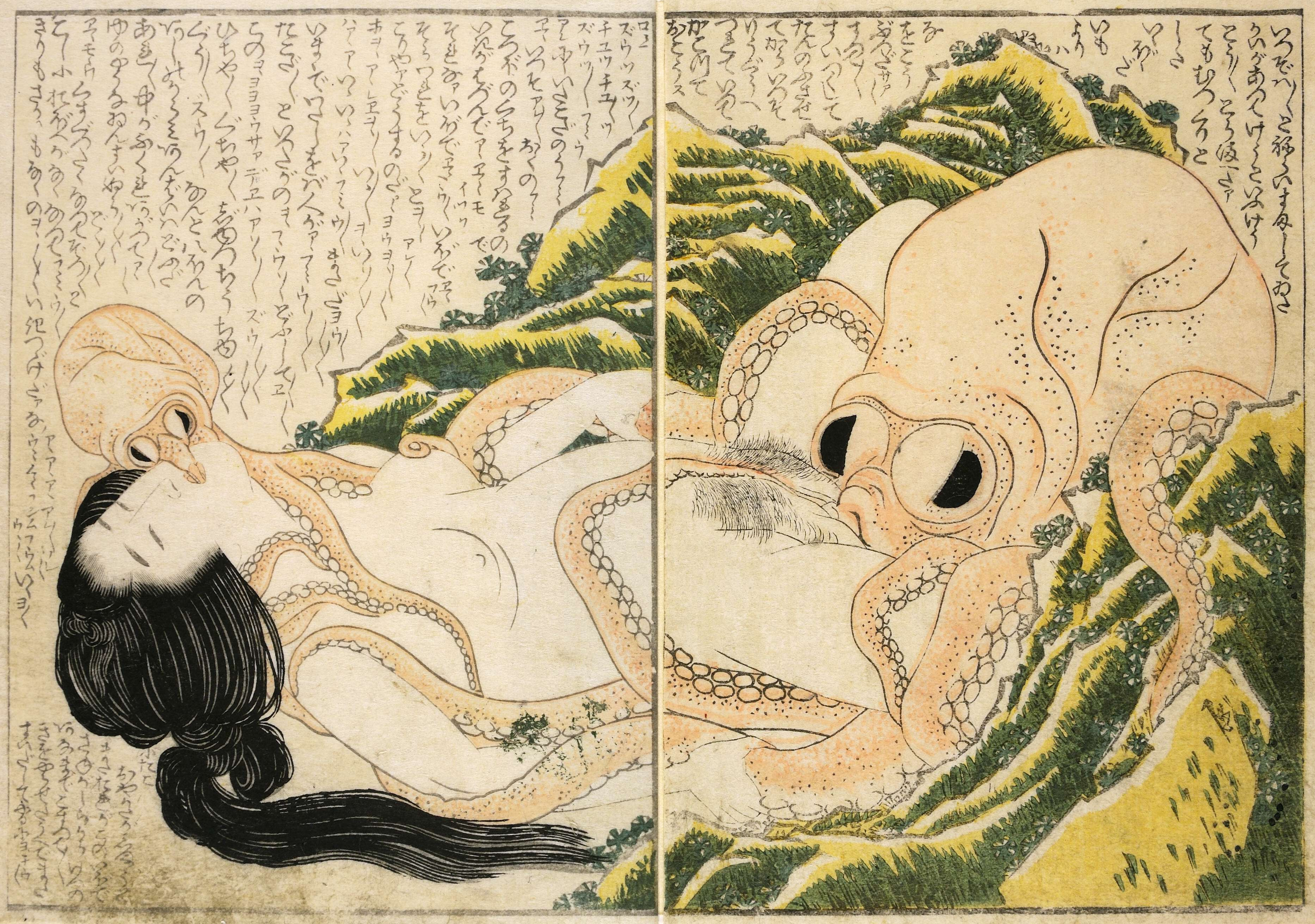
«Сон дружини рибалки» Хокусая — це художнє зображення сексуальної фантазії.

Сексуальні фантазії все частіше розглядаються як необхідний компонент здорових стосунків. Відповідно, теоретики стверджують, що фантазії можна використовувати для заохочення та стимулювання сексуального задоволення між партнерами. Дослідники також виявили позитивну кореляцію між випадками сексуальних фантазій і збільшенням оргазму, збудження та загального задоволення. Відносні переваги сексуальних фантазій узагальнені в заяві Stroller; «сексуальні фантазії — це приватна порнографія, в якій ми знову і знову репетируємо потреби, які практично неможливо задовольнити в реальному сексі». Таким чином, сексуальні фантазії дозволяють людині виконувати бажання, які неможливо реалізувати. У цьому сенсі дослідники стверджують, що фантазування про позашлюбний секс або секс із кількома партнерами позитивно корелює з довгостроковими партнерськими відносинами. Таким чином, сексуальні фантазії розглядаються як засіб боротьби з сексуальним незадоволенням.
Сексуальні фантазії також можуть бути використані для вирішення труднощів у стосунках, на відміну від сексуального незадоволення. Наприклад, було виявлено, що жінки з неблагополучного шлюбу фантазують значно частіше, ніж щасливі заміжні жінки. Створення гіпотетичних сценаріїв може використовуватися як механізм подолання стресу та дискомфорту, особливо жінками. Таким чином, фантазії дозволяють людям увійти в нову сферу (наприклад, відчути позицію влади, невинності чи провини), яка протиставляє джерело страждань і посилює почуття власної гідності.
Мета та функція сексуальних фантазій пояснюється досить по-різному з еволюційної точки зору. Теорія прихильності Боулбі (1969/1982) стверджує, що відсутність адекватних фігур прихильності може спустошити самооцінку. Існує припущення, що люди з більшою тривогою використовують секс для досягнення емоційної безпеки. Відповідно, вони можуть займатися сексом через прагнення до сексуальної близькості та частіше вдаватися до сексуальної поведінки за умов, які ставлять під сумнів статус їхніх стосунків. Навпаки, люди, що уникають прихильності, побоюються близькості, викликаної сексуальними стосунками, і вживатимуть активних заходів, щоб уникнути почуття близькості. Моделі сексуальної поведінки включають вільний від емоцій секс із випадковими партнерами, залучення до сексу для самореклами та відчуття відчуженості під час статевого акту. Сексуальні фантазії, ймовірно, пов'язані з темами, пов'язаними з прихильністю. Відзначено, що особи з тривожною прихильністю повідомляють про значно більше випадків сексуальних фантазій і зображують себе слабким, надійним і безсилим. Типи прихильності, які уникають, повідомляють про фантазії, в яких стосунки вважаються холодними, безчуттєвими та безособовими. Таким чином, сексуальні фантазії служать головною функцією досягнення міжособистісних цілей через спосіб ментального представлення.
Еволюційна теорія дає ще одне цікаве пояснення мети та функції гендерних відмінностей у сексуальних фантазіях. Дослідницька література стверджує, що жінки більш схильні віддавати перевагу власним фізичним і емоційним відчуттям, тоді як чоловіки створюють образи сексуальних партнерок. Жінки також частіше фантазують про одну людину, з якою вони мають спільну історію, або тих, з ким вони хочуть мати довгострокові стосунки. Згодом виявилося, що самцю вигідно злягатися з молодими та плідними самками. Вони розвинули здатність розшифровувати «свіжі риси» репродуктивних партнерів; чиста шкіра, густе волосся, повніші губи тощо. Для порівняння, самки спонукаються до розмноження на основі батьківських інвестицій і якісного генофонду, яким володіє самець. З жіночої точки зору, ризик злягання з кількома партнерами-чоловіками значно переважує будь-які потенційні переваги. Тому не дивно, що чоловіки візуалізують специфічні фізичні особливості; її витоки та призначення можна знайти в еволюції. З цього також випливає, що там, де чоловіки виступають назовні, дивлячись на жінок і засоби для отримання сексуального задоволення, жінки стали зумовленими залишатися пасивними в цій ролі. Вони роблять це під пильним наглядом чоловічої сексуальної уваги, щоб уявити конкретного й особливого партнера.
Людина може не мати бажання здійснити фантазію; люди часто використовують фантазії, щоб допомогти спланувати майбутні сексуальні контакти. Фантазії виникають у всіх людей і в будь-який час доби, хоча було припущено, що вони частіше зустрічаються серед тих, хто часто мріє. Сексуальні фантазії часто виникають під час мастурбації, хоча це може бути вірніше для чоловіків, ніж для жінок.
Під час сексуального контакту деякі люди можуть використовувати свої фантазії, щоб «відключити» небажані аспекти акту. І навпаки, людина може використовувати фантазію, щоб зосередитись і підтримувати збудження, як, наприклад, чоловік, який отримує феляцію, ігноруючи відволікання. Чоловіки, як правило, усвідомлюють лише частину себе під час сексу — вони, швидше за все, зосереджуються на фізичній стимуляції однієї області, і тому не сприймають себе як «ціле».
Багато пар діляться своїми фантазіями про те, щоб відчути себе ближчими та отримати більше близькості та довіри, або просто щоб більше збудитися чи викликати сильнішу фізичну реакцію. Деякі пари діляться фантазіями як формою сексу без проникнення; це було запропоновано як пояснення зростання БДСМ у 1980-х роках. — щоб уникнути зараження ВІЛ, люди звернулися до БДСМ як безпечного виходу для сексуальних фантазій. Пари також можуть втілювати свої фантазії в сексуальні рольові ігри.
Фантазії також можна використовувати як частину сексуальної терапії. Вони можуть посилити недостатньо збудливі статеві акти, щоб сприяти вищому рівню сексуального збудження та звільнення. Дослідження 1986 року, яке вивчало заміжніх жінок, показало, що сексуальні фантазії допомагали їм досягти збудження й оргазму. У рамках терапії жінок, які страждають на аноргазм, зазвичай заохочують до фантазії та мастурбації.

## Звичайні фантазії
Поширеність сексуальних фантазій є майже універсальною, але залежить від статі, віку, сексуальної орієнтації та суспільства. Однак через залежність від ретроспективного пригадування, а також упередженої відповіді та табу, існує невід'ємна складність у вимірюванні частоти типів фантазій. Загалом, найпоширенішими фантазіями чоловіків і жінок є: переживання захоплюючого сексуального досвіду, уява сексу з поточним партнером і уява сексу з іншим партнером. Немає постійної різниці в популярності цих трьох категорій фантазій. Наступні за поширеністю фантазії стосуються орального сексу, сексу в романтичному місці, сексуальної сили або привабливості та зґвалтування.
| Фантазія       | Мали (%) | Про це фантазували (%) |
| -------------- | -------- | ---------------------- |
| Невірність     | 16       | 30                     |
| Секс утрьох    | 14       | 21                     |
| Секс на роботі | 12       | 10                     |

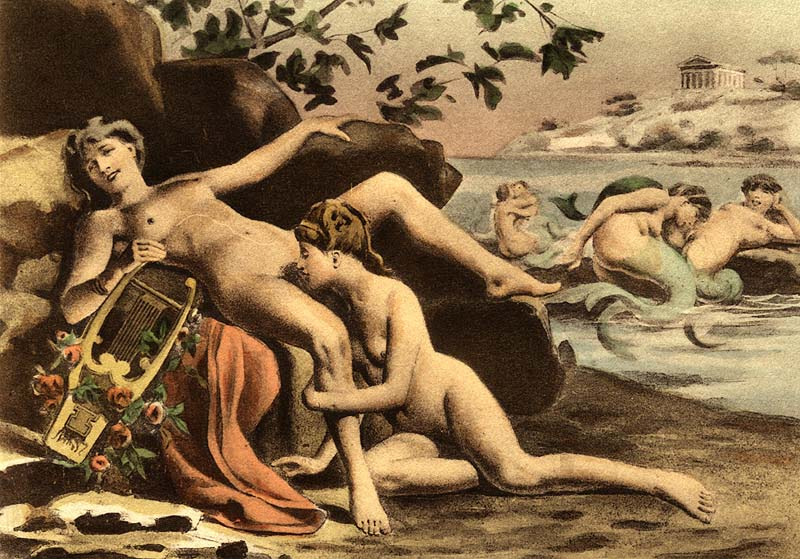
Оральний секс — одна з найпоширеніших фантазій чоловіків і жінок

Згідно з опитуванням у Сполучених Штатах Америки, проведеним у 2004 році, частота виникнення певних фантазій є вищою, ніж реальна ефективність.

## Статеві відмінності

### Витоки сексуальних фантазій
Було виявлено, що статі відрізняються залежно від того, звідки походять їхні фантазії. Чоловіки, як правило, фантазують про минулий сексуальний досвід, тоді як жінки більш схильні вигадувати уявного коханця або сексуальні стосунки, яких у них раніше не було. Чоловічі фантазії, як правило, більше зосереджуються на візуальних образах і явних анатомічних деталях, причому чоловіків більше цікавить візуальна сексуальна стимуляція та фантазії про випадкові статеві контакти, незалежно від сексуальної орієнтації.
З іншого боку, жіночі фантазії, як правило, більше зосереджені на психічній сексуальній стимуляції та містять більше емоцій і зв'язку. Таким чином, жінки більш схильні повідомляти про романтичні сексуальні фантазії, які містять велику кількість інтимності та прихильності наприклад, асоціюючи свого партнера-чоловіка з героїзмом і розглядаючи його як лицарських рятівників. Еволюційна теорія пропонує пояснення цього висновку, таким чином, що жінки, ймовірно, виявлятимуть прихильність своєму партнеру-чоловіку в обмін на його вкладення ресурсів, щоб допомогти виростити її нащадків, таким чином підвищуючи шанси нащадків на виживання.

### Види сексуальних фантазій
Було проведено багато досліджень, які висвітлили кілька гендерних відмінностей у сексуальних фантазіях. Деякі з моделей, які часто з'являються, включають більшу схильність чоловіків повідомляти про сексуальні фантазії, що підпадають під такі категорії: дослідницькі, інтимні, безособові та садомазохізм. До дослідницьких фантазій належать фантазії про гомосексуальні стосунки та груповий секс, тоді як фантазії про спостереження за іншими людьми, які займаються статевим актом, і фетишизм класифікуються як безособові сексуальні фантазії. Жінки також, швидше за все, повідомляють про фантазії, пов'язані з одностатевим партнером або з відомою особою хоча було виявлено, що обидві статі віддають перевагу інтимним фантазіям над іншими трьома описаними типами, включаючи фантазії про оральний секс і публічний секс.

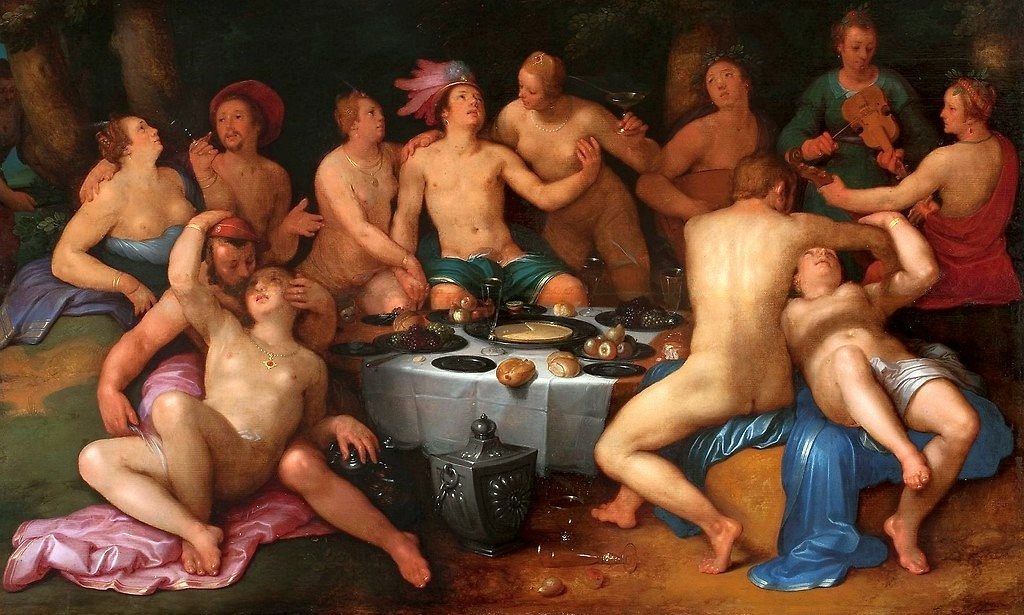
Художнє зображення групового сексу; сексуальні фантазії, як виявилося, більш поширені серед чоловіків. Вироблено Корнелісом ван Харлемом у 1615 році.

### Часті теми
Ще одна відмінність статей полягає в тому, що чоловіки набагато частіше фантазують про наявність кількох сексуальних партнерок (тобто про секс утрьох або оргії) порівняно з жінками і прагнуть більшої різноманітності партнерів у своїх сексуальних фантазіях. Еволюційна теорія припускає, що це може бути пов'язано зі здатністю чоловіків народжувати багато потомства в будь-який момент шляхом запліднення кількох самок, і, таким чином, передбачає, що чоловіки будуть набагато більш відкритими до концепції множинних партнерств, щоб збільшити репродуктивний успіх і продовжити свій генетичний лінія.
Статі також відрізняються за тим, наскільки сильно вони фантазують про домінування та підпорядкування. Чоловіки фантазують про домінування набагато частіше, ніж про підкорення, тоді як жінки фантазують про підпорядкування набагато частіше, ніж про домінування. Незважаючи на ці відмінності, більшість людей не відповідають цим гендерним сексуальним стереотипам, і що чоловіча сексуальність не є вродженою агресивністю, а жіноча сексуальність не є за своєю суттю пасивною, і що ці стереотипи можуть слабшати з віком.
Натомість сексуальні фантазії можуть відрізнятися в результаті індивідуальних відмінностей, таких як особистість або досвід навчання, а не статі як такої. Дійсно, було припущено, що гендерні відмінності в сексуальних фантазіях фактично звузилися з часом і, можливо, продовжуватимуть це робити, наприклад, щодо різноманітності сексуальних фантазій і кількості фантазування, про яке повідомляють представники кожної статі.
| Відсоток фантазії (%)    | Відсоток фантазії (%) | Відсоток фантазії (%) |
| ------------------------ | --------------------- | --------------------- |
|                          | Чоловіки              | жінки                 |
| Груповий секс            | 42                    | 16                    |
| Відома людина            | 16                    | 27                    |
| Гомосексуалізм           | 10                    | 19                    |
| Незнайомець / незнайомка | 33                    | 39                    |

### Вік
Також виявилося, що вік першої сексуальної фантазії відрізняється між статями. Чоловіки, ймовірно, повідомлять про це в молодшому віці, зазвичай між 11 і 13 роками, і описують їх як більш відверті за змістом. Теми, які були спільними для обох статей щодо перших сексуальних фантазій, включали секс із знаменитостями (наприклад, кінозірками), а також вчительками. Було відмічено, що вподобання сексуальних фантазій обох статей також змінюються залежно від віку. Наприклад, було виявлено, що молоді чоловіки більше схвалюють фантазії з кількома партнерками, тенденція, яка зменшується з віком, тоді як гомосексуальні фантазії дещо збільшуються. У той же час у жінок фантазії з незнайомцями та одностатевими партнерами залишаються відносно стабільними протягом усього життя.

### Парафілічні сексуальні фантазії
Статеві відмінності також були виявлені щодо парафілічних фантазій (тобто тих, які вважаються нетиповими). Приклади парафілічних сексуальних фантазій включають інцест, вуайєризм, трансвестійний фетишизм, секс із тваринами (див. зоофілія) та педофілію. Одне дослідження показало, що понад 60 % чоловіків зізналися у сексуальних фантазіях, пов'язаних із статевим актом із неповнолітньою партнеркою, а 33 % чоловіків повідомили про фантазія зі зґвалтуванням. Як і інші сексуальні фантазії, вважається, що вік появи парафілічних сексуальних фантазій зазвичай становить до 18 років, хоча було встановлено, що це залежить від конкретної фантазії.
|                                           | Вік початку (роки: місяці) |
| ----------------------------------------- | -------------------------- |
| Трансвестизм                              | 13:6                       |
| Фетишизм                                  | 16:0                       |
| Вуайєризм                                 | 17:4                       |
| Неінцестуальна гетеросексуальна педофілія | 21:1                       |
| Неінцестуальна гомосексуальна педофілія   | 18:2                       |

Незвичайні сексуальні фантазії частіше зустрічаються у чоловіків, причому фантазії про сечовипускання на свого сексуального партнера та про те, щоб на них мочилися, значно частіше зустрічаються у чоловіків. Діагностичний і статистичний посібник із психічних розладів, четверте видання (DSM-IV) стверджує, що парафілії рідко діагностуються у жінок, за винятком сексуального мазохізму. Крім того, було виявлено, що сексуальне збудження є більшим у чоловіків, ніж у жінок, коли їх запитують розважити думку про участь у парафілічній сексуальній активності. Однак може статися так, що парафілії зустрічаються рідше у жінок, оскільки вони недостатньо досліджені у жінок. Парафілічні сексуальні фантазії у жінок включають сексуальний садизм, ексгібіціонізм і педофілію.

### Втілення сексуальних фантазій
У сучасному суспільстві більш імовірно, що сексуальні фантазії втілюються в життя завдяки лібералізованішому ставленню до раніше табуйованої теми сексу та підвищенню обізнаності про різноманітність сексуального досвіду, який зараз існує. Жінки більш схильні діяти відповідно до своїх сексуальних фантазій, ніж чоловіки, оскільки було припущено, що вони фантазують про сексуальні дії в межах свого досвіду, що робить їх більш можливими для виконання. Було досліджено зв'язок між сексуальними фантазіями про домінування (наприклад, фантазії про зґвалтування) та ймовірністю демонстрації агресивної поведінки в реальному житті, причому виявлено зв'язок із сексуальними злочинами, скоєними чоловіками, та фантазіями про зґвалтування. Це може бути особливо ймовірним, якщо людина демонструє високий рівень психопатичних рис.

### Теоретичні основи
Оскільки численні змінні впливають на сексуальні фантазії, відмінності між статтю можна досліджувати за допомогою багатьох теоретичних основ. Соціальний конструкціонізм передбачає, що сексуальна соціалізація є сильним провісником сексуальних фантазій і що гендерні відмінності є результатом соціальних впливів. З цієї точки зору вважається, що жіноча сексуальність є більш пластичною, оскільки на неї більшою мірою впливають культурні погляди та очікування щодо того, як жінки повинні думати та поводитися. Навпаки, еволюційна теорія (також відома як еволюційна психологія або соціобіологія) передбачає, що сексуальні фантазії схильні до біологічних факторів. Наприклад, деякі дослідження показали, що жінки віддають перевагу фантазіям про знайомих коханців, тоді як сексуальні фантазії чоловіків включають анонімних партнерів.
Пояснення соціального конструктивізму може стверджувати, що це тому, що жінок виховують бути цнотливими та вибірковими з чоловіками, тоді як еволюційна теорія може стверджувати, що жінки предків віддавали перевагу репродуктивній безпеці мати одного партнера, так що вірність йому призведе до більшої ймовірності про те, що він вкладає ресурси в неї та її нащадків, ідея, яка все ще вкорінена в сучасних жінках сьогодні. Еволюційна психологія також може допомогти пролити світло на висновок про те, що жінки мають більшу частку сексуальних фантазій за участю знаменитостей чоловічої статі. Теорія припускає, що ця стратегія спаровування могла бути вигідною для наших предків жіночої статі, так що приналежність до самця з високим статусом збільшує рівень виживання потомства через захист і забезпечення.

## Сексуальна орієнтація
У 1979 році Мастерс і Джонсон провели одне з перших досліджень сексуальних фантазій у гомосексуальних чоловіків і жінок, хоча їхній метод збору даних неясний. Вибірка складалася з 30 чоловіків-геїв і лесбійок, і вони виявили, що п'ятьма найпоширенішими фантазіями чоловіків-гомосексуалістів були образи сексуальної анатомії (насамперед пеніса та сідниць), примусові сексуальні контакти, ідилічна обстановка для сексу, груповий секс і секс з жінками. Дослідження 1985 року показало, що гомосексуальні чоловіки віддають перевагу невизначеному статевому акту з іншими чоловіками, оральному сексу та сексу з іншим чоловіком, який раніше не був залучений. В обох дослідженнях гомосексуальні та гетеросексуальні чоловіки мали однакові фантазії, але зі зміненою статтю. Нерепрезентативне дослідження 2006 року розглядало гомосексуальних чоловіків в Індії. Було виявлено, що порівняно з гетеросексуальними чоловічими фантазіями гомосексуальні чоловіки були більше зосереджені на пошукових, інтимних та безособових фантазіях. У садомазохістських фантазіях відмінностей не було. Загалом, була невелика різниця між головними фантазіями гомосексуалів і гетеросексуалів. На час дослідження гомосексуалізм був незаконним.
Дослідження 2005 року порівнювало гетеросексуальних і гомосексуальних жінок у столичному районі Лос-Анджелеса та виявило деякі відмінності у змісті їхніх фантазій. За гендерно-специфічними висновками, гомосексуальні жінки мали більше фантазій про певні частини тіла жінки (обличчя, груди, клітор, піхву, сідниці, руки або волосся), тоді як гетеросексуальні жінки мали більше фантазій про певні частини тіла чоловіка (обличчя, пеніс), сідниці, руки або волосся). У гомосексуальних жінок також було більше фантазій «захоплювати багатьох жінок»; не було суттєвої різниці, коли суб'єктів запитували, чи фантазували вони про те, щоб насолоджуватися багатьма чоловіками. Не було суттєвої різниці у відповідях на питання, які не стосуються гендерної приналежності.

## Сила

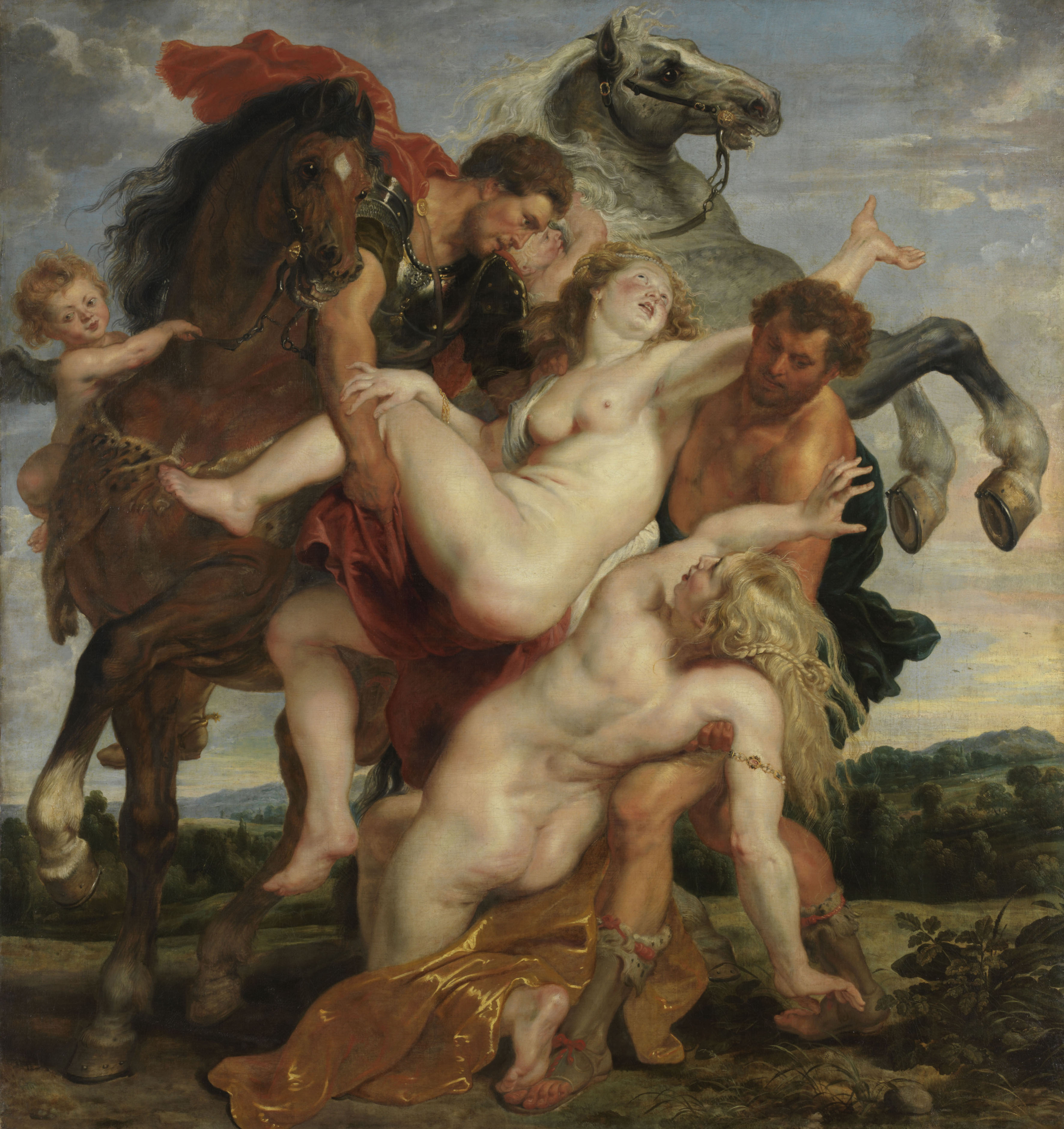
Фантазії про зґвалтування поширені як у чоловіків, так і у жінок

Зґвалтування чи пограбування є поширеною сексуальною фантазією як чоловіків, так і жінок, у загальному або як складова в конкретному сексуальному сценарії. Фантазія може включати фантазера або як того, кого примушують до сексуальної активності, або як злочинця. Деякі дослідження показали, що жінки частіше, ніж чоловіки, фантазують про примус до сексу. Дослідження, проведене в 1974 році Гарітоном і Сінгером, показало, що бути «переможеним або змушеним здатися» було другою за частотою фантазією в їх опитуванні; дослідження 1984 року, проведене Кнафо та Джаффе, назвало пересилення найпоширенішою фантазією під час статевого акту; і дослідження 1988 року, проведене Пеллет'є та Геролдом, показало, що більше половини респонденток мали фантазії про примусовий секс. Інші дослідження виявили цю тему, але з меншою частотою та популярністю. Однак ці жіночі фантазії жодним чином не означають, що суб'єкт хоче бути зґвалтованим насправді — фантазії часто містять романтичні образи, де жінка уявляє себе спокушеною, а чоловік, якого вона уявляє, є бажаним. Найголовніше, щоб жінка повністю контролювала свою фантазію. Фантазії зазвичай не стосуються того, щоб жінка постраждала. І навпаки, деякі жінки, які в минулому зазнали сексуальної жертви, повідомляють про небажані сексуальні фантазії, схожі на спогади про їх жертву. Вони реалістичні, і жінка може згадати фізичний і психологічний біль.
Найбільш часто згадувана гіпотеза про те, чому жінки фантазують про те, що їх примушують до сексуальної активності, полягає в тому, що ця фантазія уникає спричиненого суспільством почуття провини — жінка не повинна визнавати відповідальність за свої сексуальні бажання та поведінку. Дослідження 1978 року, проведене Моро і Фоллінгстадом, підтвердило цю гіпотезу та виявило, що жінки з високим рівнем почуття провини частіше повідомляють про фантазії, пов'язані з тим, що вони надто сильні, доміновані та безпорадні. Навпаки, Пеллетьє та Герольд використали іншу міру провини й не знайшли кореляції. Інші дослідження показують, що жінки, які повідомляють про примусові сексуальні фантазії, мають більш позитивне ставлення до сексуальності, що суперечить гіпотезі провини. Дослідження 1998 року, проведене Страссбергом і Локердом, показало, що жінки, які фантазували про силу, загалом були менш винними та більш еротофільними, і, як наслідок, мали частіші та різноманітніші фантазії. Крім того, було сказано, що фантазії про силу явно не є найпоширенішими чи найчастішими.

## Соціальні погляди

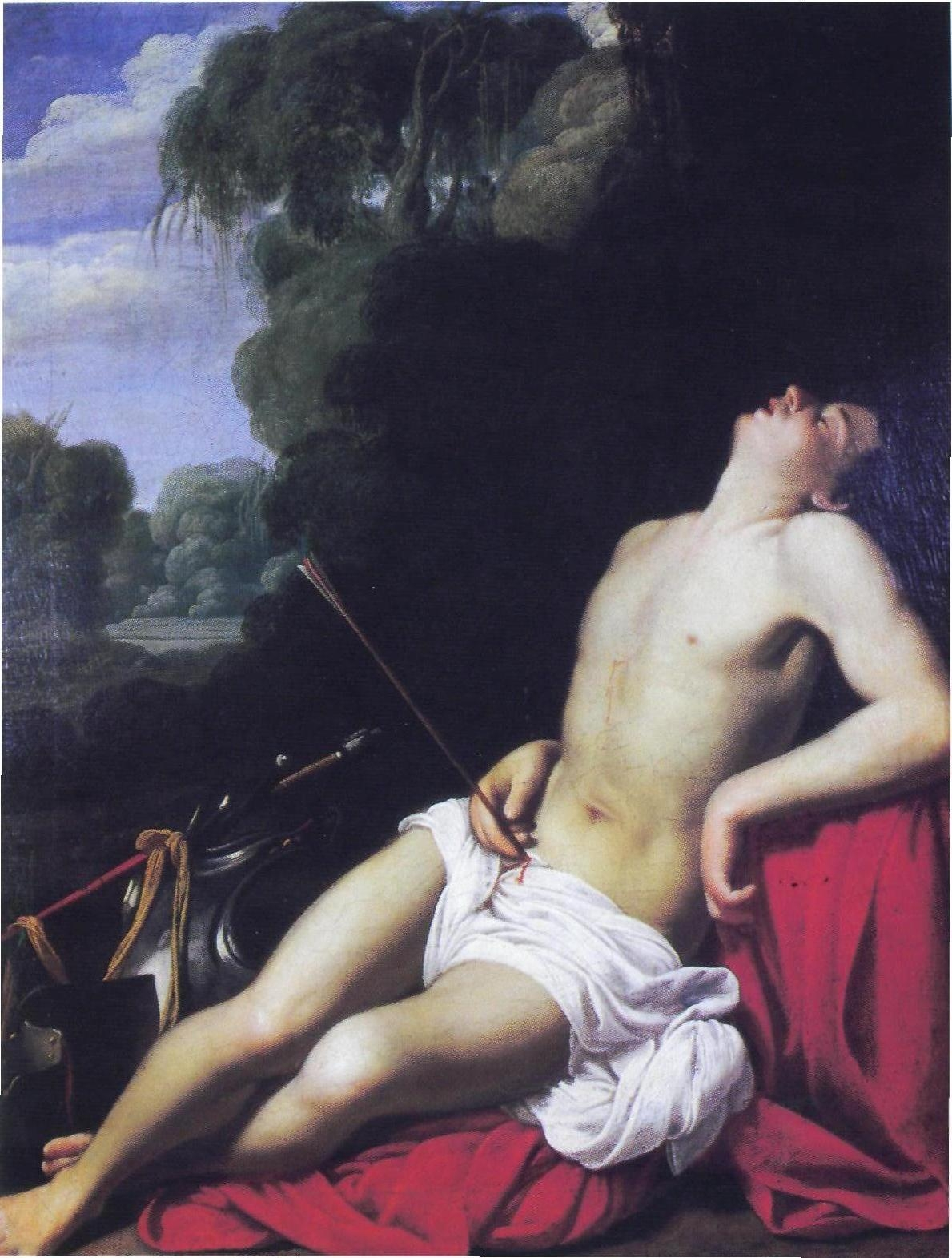
Святого Себастьяна історично зображували як релігійну ікону та фігуру прихованої сексуальної фантазії

Соціальні погляди на сексуальні фантазії (і секс загалом) відрізняються в усьому світі. На приватність фантазій людини значною мірою впливають соціальні умови. Через табуйований статус сексуальних фантазій у багатьох країнах світу відкрите обговорення — або навіть визнання — заборонено, що змушує фантазії залишатися приватними. У більш м'яких умовах людина може ділитися своїми фантазіями з близькими друзями, коханими або групою людей, з якими їй комфортно.
Моральне визнання та формальне вивчення сексуальних фантазій у західній культурі є відносно новим. До того, як вони були визнані, сексуальні фантазії вважалися злом або гріхом, і вони зазвичай розглядалися як жахливі думки, які впроваджуються в уми людей «агентами диявола». Навіть коли психологи були готові прийняти та дослідити фантазії, вони виявили мало розуміння та дійшли настільки далеко, що діагностували сексуальні фантазії у жінок як ознаку істерії. До початку ХХ століття багато експертів вважали сексуальні фантазії (особливо у жінок) ненормальними. Зигмунд Фрейд припустив, що ті, хто відчував сексуальні фантазії, були сексуально позбавлені або розчаровані, або що їм бракувало адекватної сексуальної стимуляції та задоволення. За кілька десятиліть сексуальні фантазії стали більш прийнятними як видатні твори та компіляції, такі як «Моральність, сексуальні факти та фантазії» доктора Патриції Петерсен, звіти Кінсі Альфреда Кінсі, «Еротичні фантазії: дослідження сексуальної уяви» Філліс та Еберхарда Кронгаузена. і «Мій таємний сад» Ненсі Фрайдей. Сьогодні вони розглядаються як природні та позитивні елементи сексуальності і часто використовуються для посилення сексуальних практик як у звичайних умовах, так і в терапії. Багато християн вірять, що в Матвія 5:28 Біблія забороняє сексуальні фантазії про людей, окрім подружжя. Інші вважають, що святий Павло включає фантазію, коли засуджує вчинки плоті, такі як «аморальність» або «нечистота». Незважаючи на відносно м'яке ставлення західного світу до сексуальних фантазій, багато людей в інших країнах усе ще відчувають сором і провину за свої фантазії. Це може сприяти особистій сексуальній дисфункції і регулярно призводить до погіршення якості сексуального життя пари.

## Провина і ревнощі
Хоча більшість людей не відчувають провини чи огиди до своїх сексуальних думок чи фантазій, значна кількість відчуває. Загалом у вибірках тих, хто відчував провину за свої фантазії, однаково представлені чоловіки та жінки. Найпомітніший виняток було виявлено в дослідженні 1991 року, яке показало, що жінки відчували більше провини та огиди до своїх перших сексуальних фантазій. У жінок більша провина щодо сексу була пов'язана з менш частими та менш різноманітними сексуальними фантазіями, а у чоловіків — із меншим сексуальним збудженням під час фантазій. Жінки також повідомили про більш інтенсивне почуття провини, ніж чоловіки; обидві статі повідомили про більшу провину, якщо їхнє збудження та оргазм залежали від фантазії.
Також були проведені дослідження для вивчення прямого зв'язку між почуттям провини і сексуальними фантазіями, а не між сексом і почуттям провини. Одне дослідження показало, що у вибірці з 160 консервативних християн 16 % чоловіків і жінок повідомили про почуття провини після сексуальних фантазій, 5 % були незадоволені собою, а 45 % відчували, що їхні фантазії були «морально недосконалими або неприйнятними». Дослідження, які вивчали почуття провини за сексуальні фантазії в залежності від віку, дали нечіткі результати: Кнот та ін. (1998) і Елліс та Саймонс (1990) виявили, що молоді люди, як правило, відчувають менше провини за свої фантазії, в той час як Мошер і Уайт (1980) виявили протилежну картину.
Дослідження 2006 року вивчало провину та ревнощі в американських гетеросексуальних подружніх парах. Він пов'язував почуття провини з фантазією окремої людини («Наскільки ви відчуваєте себе винним, коли фантазуєте про…»), а ревнощі — з фантазією партнера («Наскільки ревниви ви відчуваєте, коли ваш партнер фантазує про…»). Вищий рівень провини був виявлений серед жінок, пар віком від 21 до 29 років, з більш короткими стосунками та шлюбами, республіканців і католиків; нижчі рівні у чоловіків, пари у віці 41–76 років, довші стосунки, демократи та євреї. Вищий рівень ревнощів був виявлений у жінок, пар віком від 21 до 29 років, католиків та неєврейських релігійних приналежностей; нижчі рівні були виявлені у чоловіків, пар у віці від 41 до 76 років, а також у євреїв і нерелігійних.

## Сексуальні злочини

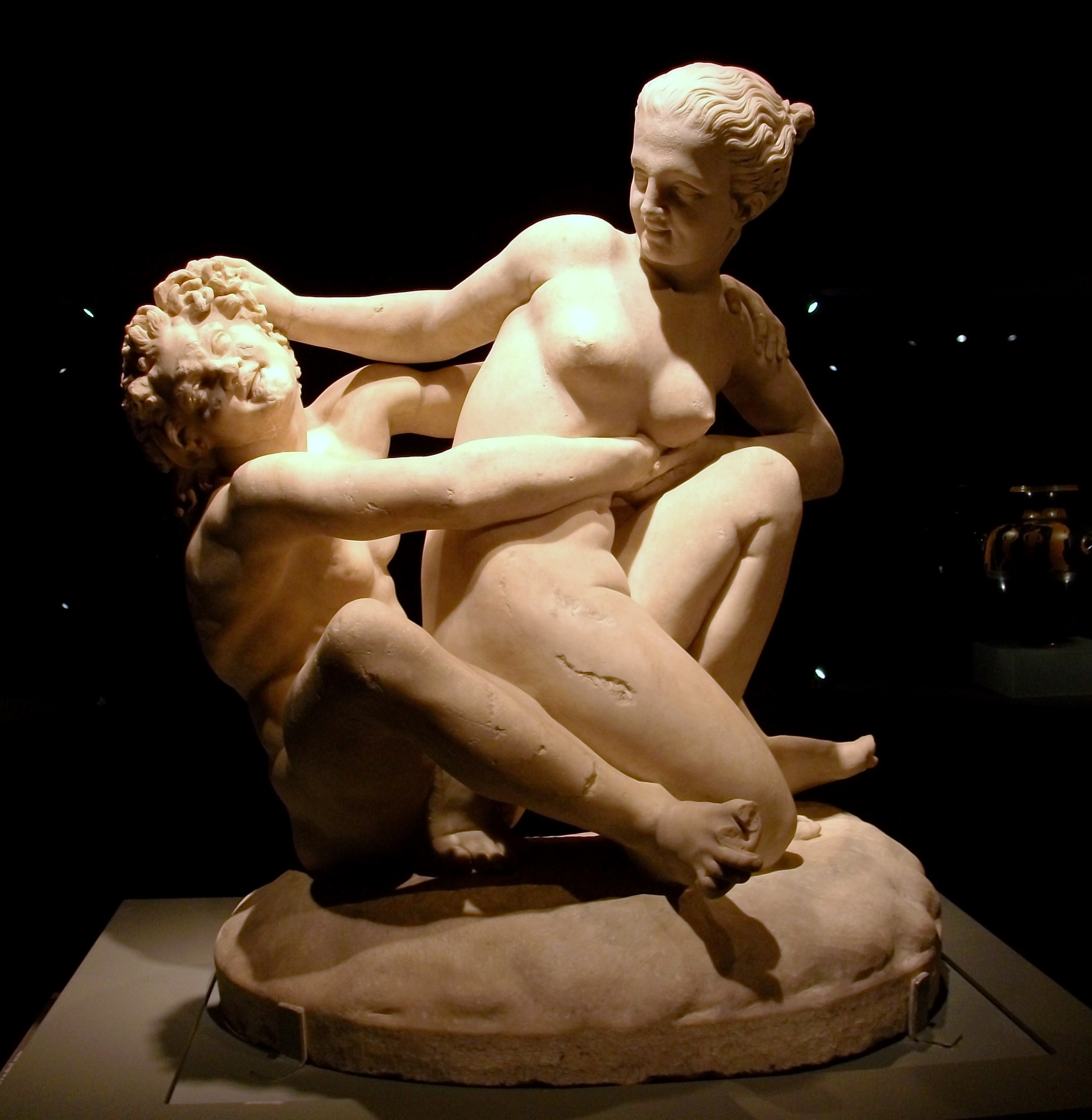
Девіантні сексуальні фантазії включають примусові, незаконні та садистські теми

### Девіантні сексуальні фантазії
Девіантні сексуальні фантазії — це сексуальні фантазії, які включають незаконні, примусові та садистські теми. Хоча люди з парафілією мають девіантні сексуальні фантазії, девіантні сексуальні фантазії не є нетиповими та/або парафілічними. DSM-5 визначає парафілію як інтенсивні та постійні нетипові уподобання до сексуальних дій або цілей, таких як шльопання, бичування, зв'язування з еротичними цілями, такими як діти, тварини та/або гума тощо. Хоча DSM-5 визнає, що парафілії не повинні Будьте патологічними, психіатрам все ще важко розмежувати парафілічні інтереси та парафілічні розлади, оскільки поняття норми сексуальних фантазій є суб'єктивним. Він базується на таких факторах, як історія, суспільство, культура та політика. Наприклад, мастурбація, оральний, анальний і гомосексуальний секс колись були незаконними в деяких американських штатах і навіть вважалися парафілічними розладами в попередніх версіях DSM.
Коли дослідження використовувало статистичний аналіз і опитувальник сексуальних фантазій Вільсона для дослідження нетипових фантазій, було виявлено, що зоофілічні або педофілічні фантазії зустрічаються рідко, і лише 7 тем, включаючи сечовипускання, переодягання, зґвалтування тощо, вважалися нетиповими. Багато досліджень також виявили, що «нетипові» сексуальні фантазії досить поширені, оскільки потурання більшій різноманітності сексуальних фантазій підвищує задоволення від сексуального життя. Наприклад, дослідження 2011 року показало, що більше половини літніх чоловіків у Берліні мали «нетипові» сексуальні фантазії, причому 21,8 % із них мали садистські фантазії — передумова для сексуальних вбивств. Інше дослідження показало, що теми домінування та підпорядкування були надзвичайно популярними в порнографічних пошуках.

### Сексуальні злочини
Більшість досліджень сексуальних злочинів стосуються чоловіків. Сексуальні злочини, такі як сексуальні вбивства, досить рідкісні, оскільки більшість девіантних сексуальних фантазерів ніколи не займалися девіантною сексуальною поведінкою і не ризикують вчинити сексуальні злочини. Деякі припускають, що частота сексуальних злочинів недооцінена через вузькість юридичного визначення сексуальних вбивств. Розслідування сексуальних злочинів стикається з декількома обмеженнями, такими як «визначення сексуальних злочинів, як і де злочини скоєні, неповна або неточна інформація через мотив злочинця перебільшувати, правові обмеження» та підходи дослідників (есенціалістський — описовий підхід або феноменологічний описовий підхід).

### Фактори ризику
Вважається, що девіантні та садистські сексуальні фантазії є основними факторами ризику сексуальних злочинів. 70–85 % сексуальних злочинців активно займаються девіантними сексуальними фантазіями, і певні теми можна віднести до типів сексуальних злочинів. Наприклад, серійні сексуальні вбивці мають більше фантазій про зґвалтування, ніж несерійні сексуальні вбивці, і 82 % злочинців, які використовують зброю, мають участь у насильницьких сексуальних фантазіях. Правопорушники, які повідомляють про девіантні сексуальні фантазії, також виявилися більш небезпечними, ніж злочинці, які цього не роблять.
Інші фактори ризику, які сприяють ймовірності сексуальних злочинів, включають біологічні, фізіологічні та психологічні фактори, такі як психічні розлади (особливо параноя та психоз); історія насильства, арешти, низька успішність, зловживання психоактивними речовинами, фінансова вигода, безробіття та перегляд порнографії. Однак зазвичай саме поєднання сексуального насильства в дитинстві та девіантних фантазій сприяє переходу від сексуальних фантазій до сексуальних злочинів і характеру злочинів. Наприклад, більшість ґвалтівників повідомляють як про ранній травматичний досвід, так і про сексуально девіантні фантазії, а сексуальні вбивці дітей повідомляють про значно більше випадків сексуального насильства в дитинстві до злочину та девіантних сексуальних фантазій, ніж сексуальні вбивці жінок.

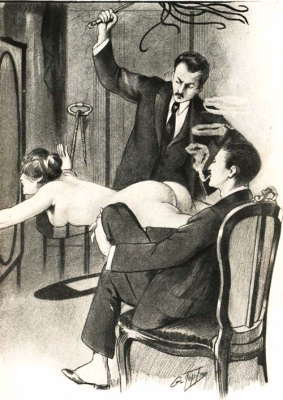
Заподіяння болю іншим є поширеною фантазією злочинців сексуального характеру, яка може включати шльопання, як показано на зображенні вище. Створено Льюїсом Болдом у 1913 році.

### Садистські сексуальні фантазії
Садистські теми постійно присутні в сексуальних фантазіях правопорушників у різних типах сексуальних злочинів і різних факторах ризику. Зазвичай вони включають пошук жертв, заподіяння шкоди/болю під час статевого акту та відчуття грандіозності / всемогутності під час збудження.
Вони зустрічаються у великій поширеності поряд з іншими парафілічними фантазіями у психопатів та осіб з рисами темної тріади. Високий нарцисизм тісно корелює з безособовими сексуальними фантазіями, і дослідження показали, що девіантні та садистські сексуальні фантазії служать механізмом подолання нарцисичної вразливості. Вищі рівні психопатії пов'язані з безособовими, необмеженими, девіантними, парафілічними та широкими діапазонами сексуальних фантазій. Однак було припущено, що це пов'язано з підвищеним статевим потягом, який корелює з парафілічними інтересами. Крім того, психопатія посилює вплив порнографії на розвиток девіантних фантазій, такий її внесок у ймовірність участі у фантазіях про зґвалтування. Наслідки психопатії ще більше підвищують ймовірність того, що люди втілять свої необмежені девіантні фантазії в реальному житті такі як участь у БДСМ / садомазохізмі чи навіть зґвалтуванні. Проте БДСМ-фантазії стали досить поширеними серед населення, можливо, через нормалізацію популярною трилогією «П'ятдесят відтінків». Використання великої літери в трилогії «П'ятдесят відтінків» змінило сприйняття БДСМ з екстремального, маргіналізованого та небезпечного на веселе, модне та захоплююче. Впровадження П'ятдесяти відтінків підвищило видимість і прийнятність БДСМ і впровадило його в повсякденне життя.

### Садистські сексуальні фантазії та злочинність
Садистські сексуальні фантазії є одним із ключових факторів для розуміння серійних вбивць. Їхні сексуальні злочини є «випробуваннями», які підтримують і розвивають їхні фантазії; тобто вони скоюють злочини відповідно до своїх фантазій, потім включають злочини у свої фантазії, щоб посилити збудження та згодом розвинути його садистський зміст.
Багато вбивств сексуального характеру добре сплановані через широку практику у формі сексуальних фантазій. Вбивства передбачають заподіяння великого болю та жаху, і це служить для задоволення садистської фантазії, хоча й лише тимчасово. Вони починають намагатися точніше відтворити свої фантазії практикуючись, і продовжуватимуть, доки їх не спіймають, оскільки фантазію неможливо відтворити зі 100 % точністю.
Жорстоке поводження з дитинством відіграє важливу роль у визначенні того, чи будуть садистські фантазії випробувані в реальному житті. Більшість сексуальних злочинців, які зазнали сексуального насильства в дитинстві, виявляють ранній початок фантазій про зґвалтування та сексуальні проблеми, такі як сексуальні конфлікти, некомпетентність, обмеження, невігластво та соціальна дисфункція. Ці занепокоєння викликають стрес, і правопорушник покладається на свої девіантні фантазії як на механізм подолання стресу. Невдале вирішення вищезазначених питань викликає одержимість їхнім фантастичним світом, де вони відчувають контроль. Вони сильно занурюються у свої девіантні фантазії, і коли їхні фантазії починають втрачати свою ефективність через десенсибілізацію або придушення, вони загострюються та починають актуалізувати свої фантазії, щоб зняти внутрішній стрес. Вони планують свої злочини, щоб відчути збудження або скоюють насильницькі вбивства. Насильницькі компульсивні злочини є імпульсивними і відбуваються тому, що опір і обмеження, які перешкоджають втіленню насильницьких і садистських фантазій, можуть призвести до тривоги або психосоматичних проявів. Потім ці прояви викликають неконтрольоване бажання втілити свою фантазію, щоб знайти полегшення.
Дослідники виявили, що садистський зміст у фантазіях почав проявлятися приблизно через 1–7 років після початку мастурбації. Через соціальну незручність більшість правопорушників не мали можливості практикувати свої сексуальні навички з бажаним партнером або статтю, і це значно сприяє їх покладанню на свої фантазії. Згодом їхні фантазії та «проби» стають єдиним джерелом збудження.
Деякі дослідження показують, що девіантні сексуальні сценарії можна засвоїти за допомогою теорії соціального навчання через раннє виявлення через сексуальні розбещення та підкріплення оргазмом і мастурбацією. Однак не всі сексуально розбещені діти виростають правопорушниками, які не можуть утриматися від втілення своїх фантазій. МакКаллок та його колеги припустили, що ранній травматичний досвід викликає ранній розвиток садистських фантазій через сенсорне прекондиціонування, і це може бути причиною, чому правопорушникам надто важко стримуватися від випробування своїх садистських фантазій у реальному житті. Хоча дехто може стверджувати, що когнітивні викривлення є причиною сексуальних злочинів, таких як педофілія, докази свідчать про те, що когнітивні викривлення використовуються для виправдання дій після того, як їх спіймали, а не мотивують їх.